# 花埋み
『花埋み』（はなうずみ）は、渡辺淳一 による日本の小説。日本最初の女医、荻野吟子の生涯を題材とした作品である。
1970年に河出書房新社より発表。後に、新潮社の新潮文庫の100冊としても刊行された。『私立霧舎学園ミステリ白書』シリーズの登場人物で、医大を目指している中込椎奈の愛読書である。北海道せたな町瀬棚区には、小説『花埋み』の名を引用した銘菓、シソを用いた焼き菓子（ケーキ）がある。

## 作品
文庫
- ISBN 978-4-10-117601-7（新潮社、新潮文庫、1975年6月3日）
- ISBN 4-04-130710-4（角川書店、角川文庫、1978年）
- ISBN 4-08-748003-8（集英社、集英社文庫、1993年3月19日）

単行本
- ISBN 978-4-309-60965-2（河出書房新社、1988年9月30日）

## テレビドラマ
1971年にテレビドラマが制作され、ポーラ名作劇場（ANN系列）にて放送された。ギャラクシー賞第17回期間選奨受賞。
キャスト
- 大空真弓
- 細川俊之
- 悠木千帆（初代）
- 宝生あやこ

## 演劇
1980年に山本陽子主演で舞台化された。1998年には、三田佳子主演で『命燃えて』として公演している。
キャスト
- 山本陽子 - 1980年舞台『花埋み』の主演
- 小島秀哉
- 三田佳子 - 1998年舞台『命燃えて』の主演